# José Bidegain
Pour les articles homonymes, voir Bidegain.
José Bidegain, né le 16 mai 1925 à Buenos Aires (Argentine) et mort le 4 octobre 1999 à Pau (Pyrénées-Atlantique), est un chef d'entreprise et syndicaliste patronal français. 
Fondateur du Pau Football Club, le nom de José Bidegain reste également attaché à l'épopée spéléologique de La Pierre Saint-Martin et à l'acte humanitaire avec l'Action contre la Faim.  
Industriel de gauche emblématique et figure du christianisme social, José Bidegain est directeur général adjoint de l'entreprise de chaussures familiale « Beverly » à Pau. José Bidegain est conseiller municipal du maire de Pau, Louis Sallenave de 1953 à 1971.
Actif dans les instances représentatives des chefs d'entreprises français, José Bidegain incarne l'aile moderniste du Conseil national du Patronat français, qu'il préside de 1961 à 1964. Bidegain  devient ensuite directeur général adjoint de BSN Gervais Danone puis de Saint-Gobain dans les années 1970.
José Bidegain assume des responsabilités au Conseil national du patronat français et co-fonde avec François Dalle le club patronal Entreprise et Progrès et devient conseiller au ministère de l'Industrie sous Roger Fauroux, sous le second gouvernement Rocard. 
À la fin de sa vie, José Bidegain prend la présidence de l'ONG Action contre la faim, qu'il occupe de 1991 jusqu'à sa mort, en 1999.

## Biographie

### Famille
D'origine souletine, José Bidegain est né le 16 mai 1925 à Buenos Aires. Son père, Georges Bidegain, avait émigré en Amérique du Sud avant de revenir en France s'établir à Pau en 1937 pour créer une fabrique de chaussures, portant le nom de Beverly.
Georges Bidegain, son père, avait en effet émigré en Amérique du Sud, à l'instar de nombreux basques et béarnais à la fin du XIXe siècle et au début du XXe,. Bidegain père revient toutefois à Pau en 1910 pour faire ses études au Lycée Louis-Barthou, que la guerre interrompra. Bidegain se découvre une vocation pour le métier de la chaussure en Argentine. La réussite est rapide, mais le mal du pays le pousse à revenir à Pau en 1936, et créer une petite fabrique de chaussures employant dix personnes, rue de Liège, puis rue des Cordeliers, employant désormais une centaine de personnes. Georges Bidegain obtint le titre de chevalier de l'ordre national du Mérite en 1966. 
Il est le père du scénariste et réalisateur Thomas Bidegain. Son père était Georges Bidegain, fondateur en 1936 de l'entreprise Bidegain SA et de la marque Babybotte (créée en 1949).

### Carrière

#### Chef d'entreprise
Lorsque José Bidegain prend la direction de cette entreprise familiale au début des années 1950, il l’accroît massivement, la faisant passer de 50 à 1000 employés en quinze ans.
Beverly restera une aventure familiale et Georges Bidegain constitue autour de ses trois fils l'équipe de direction qui assurera le remarquable développement de l'entreprise jusqu'au plan mondial avec l'inauguration de l'usine ultramoderne en 1957, parmi les plus modernes d'Europe. L'inauguration se fait en présence de Gabriel Delaunay, ancien préfet de Pau et alors président de la Radiodiffusion-télévision française, lui assurant une diffusion nationale.
Beverly SA, qui a toujours obstinément refusé de travailler avec la grande distribution, est finalement liquidée en 2019, après avoir fait l’objet de plusieurs plans de licenciement,.

#### Délégué général de la Fédération de la Chaussure
De 1966 à 1977, il devient le délégué général de la Fédération nationale de l'industrie de la chaussure en France, une organisation rassemblant 600 entreprises du secteur et représentant 75000 salariés . À ce titre, pendant les événements de Mai 68, il va apporter une aide logistique aux comités d'action; et il interviendra pour mettre un terme au conflit de Romans-sur-Isère en août 1973.

#### Directeur général adjoint de Danone et Saint-Gobain
Entre 1978 et 1989, José Bidegain fut directeur du département flaconnage au sein de la branche emballage de BSN-Gervais-Danone, puis directeur général adjoint de Saint-Gobain chargé de la politique sociale.

### Syndicalisme patronal

#### Cercle des Jeunes Patrons
Parallèlement à sa carrière de dirigeant, Bidegain va occuper des places de premiers plans dans les instances syndicales patronales. Alors qu'il est chez Beverly, il devient membre du  Cercle des Jeunes Patrons (qui deviendra Centre des jeunes dirigeants d'entreprise ou CJD), un mouvement patronal fondé en 1938 par Jean Mersch, qui va rassembler jusqu’à 3300 chefs d'entreprise et cadres dirigeants[réf. nécessaire]. Devenu directeur général adjoint de Beverly, José Bidegain préside de 1961 à 1964 le CJD. En septembre 1968, lors du congrès de la Baule, le CPJ change de nom et devient le Centre des jeunes dirigeants d'entreprise (CJD).

#### Du CNPF au CNDE
Industriel aux idées sociales avancées, « syndicaliste patronal », ainsi se définit-il, il siège à partir de 1963 et pendant deux ans au comité directeur du Conseil national du patronat français (CNPF). Mais il en est exclu en 1965 après avoir défendu une nouvelle conception du syndicalisme ouvrier dans l'entreprise.
Après la crise de mai-juin 68, José Bidegain adopte une nouvelle stratégie de contournement du CNPF, jugé « trop sclérosé pour être régénéré » comme il s'en explique à ses amis du CJP. Début juin 1968, il s'allie avec d’autres dirigeants et anciens du CJP, « et fonde le Centre national des dirigeants d’entreprises (CNDE), association patronale indépendante du CNPF et décidée à s’y substituer dans les meilleurs délais »  en adoptant une orientation politique plus réformiste. L'organisation échoue cependant à remplacer le CNPF.

#### Entreprise et Progrès
En 1969-1970, avec Antoine Riboud, patron de BSN (de 1965 à 1996), et François Dalle, PDG de l’Oréal (de 1957 à 1984), José Bidegain fonde l’association Entreprise et Progrès, un mouvement qui représente l’aile progressiste, mais minoritaire, du patronat français. Entreprise et Progrès est aussi le produit de la fusion entre le GEROP (Groupement d’étude et de réforme de l’organisation patronale) de François Dalle et feu le CNDE. François Dalle en est le premier président, et José Bidegain le délégué général, poste qu’il va occuper pendant huit ans,.
Rassemblant 120 entreprises représentant 500 000 salariés, Entreprise et Progrès va travailler pendant plusieurs années à l’élaboration de solutions qui permettent un accompagnement économique et social des progrès de l’entreprise. Cela va se traduire par un ensemble de propositions de réformes qui rendent compatibles la défense du pouvoir d’achat et des conditions de travail des salariés avancées par les syndicats, avec les exigences économiques des entreprises. C’est, par exemple, la retraite progressive et personnalisée, le minimum annuel de ressources garanti, l’élargissement des tâches, la suppression du travail à la chaîne, l’introduction de l’information dans l’entreprise, etc.

### Engagements politiques

#### Le club "Échanges et projets"
Après l’échec de la Nouvelle société, politique voulue par Jacques Chaban-Delmas, Premier ministre de 1969 à 1972, son chargé de mission Jacques Delors, qui fût l’un des artisans les plus inspirés d’un projet qui visait à répondre à la crise économique et sociale qu’avait traversé la France depuis Mai 68, va rompre avec la majorité pompidolienne pour se tourner vers le Parti socialiste auquel il adhère en 1974. 
Delors fonde en 1973-1974 le club de réflexion politique Échanges et Projets, avec quelques industriels et financiers ouverts aux idées progressistes et sociales de la gauche : François Bloch-Lainé, François Dalle, René Lattès, Philippe Lagayette, Antoine Riboud et José Bidegain font partie de ce club qui comptera jusqu’à deux cents adhérents. José Bidegain en prend la présidence en 1981, lorsque Jacques Delors devient ministre de l'Économie. Et il en restera président d’honneur pendant plusieurs années.

### Président d'Action contre la faim
Il est président de l'organisation humanitaire Action contre la faim de 1991 jusqu'à sa mort. Il est nommé à ce titre en décembre 1996 à la Commission nationale consultative des droits de l'homme.

### Décès
Victime d'un accident de voiture à la mi-juillet 1999, José Bidegain est hospitalisé à Pau,. Il meurt des suites de cet accident d'un arrêt cardiaque le 4 octobre 1999. Le directeur de Libération, Serge July, lui rend hommage dans un article nécrologique publié dans son journal le 7 octobre,.

## Mandats politiques
Il est élu conseiller municipal de Pau de 1953 à 1971 au temps des mandatures de Louis Sallenave.

## Engagements sportifs

### Président de l'ASOP
José Bidegain pratique le rugby au poste de deuxième ligne à l'ASOP (Amitié sportive ouvrière paloise), en devenant même président en 1956 et jusqu’en 1963.

### Fondateur du FC Pau
José Bidegain crée le 19 mai 1959 le Football-Club de Pau.
Avant sa liquidation en 2019, l'entreprise de José Bidegain, Beverly, est restée intimement liée au FC Pau, de nombreuses AG du club se tenant dans les locaux de l'usine.

### Expédition au gouffre de la Pierre Saint-Martin
Bidegain est volontaire à l'occasion de l'expédition du 14 août 1952 avec Haroun Tazieff au gouffre de La Pierre Saint-Martin, durant laquelle Marcel Loubens fait une chute de 15 mètres au cours de sa remontée et trouve la mort dans la salle de La Verna. Le gouffre et sa verticale de 320 mètres, la plus grande connue au monde à cette époque, restait très dangereux.
Cette opération de grande ampleur, relayée par la presse mondiale, est relatée par Tazieff dans son livre "Le gouffre de La Pierre Saint-Martin". Bidegain devient le héros de l'expédition.

## Divers
De 1977 à 1996, il préside l'Association des Basques de Paris.
En 1956, Il est capitaine du 3e escadron du  10e régiments de dragons près d'Aïn Témouchen en Afrique française du Nord, alors constitué de soldats rappelés .

## Distinctions
- Commandeur de l'ordre de la Légion d'honneur en 1993[41].
- Chevalier de l'ordre national du Mérite en 1966[42].